# Гамма (ураган)
Ураган «Гамма» (англ. Hurricane Gamma)  — потужний ураган 1 категорії, який приніс проливні дощі, повені та зсуви на півострів Юкатан на початку жовтня 2020 року. Двадцять п'ята депресія і двадцять четвертий названий шторм надзвичайно активного сезону ураганів в Атлантиці 2020 року.
Після утворення Гамми в деяких частинах Мексики на півострів Юкатан були випущені попередження про тропічний циклон, і тисячі людей були евакуйовані. Гамма призвела до сильних вітрів, злив, раптових повеней і зсувів грунту в регіоні. Підтверджено як мінімум сім смертельних випадків. Райони, уражені штормом, постраждали від більш сильного урагану «Дельта» через чотири дні обрушився на берег.

## Метеорологічна історія

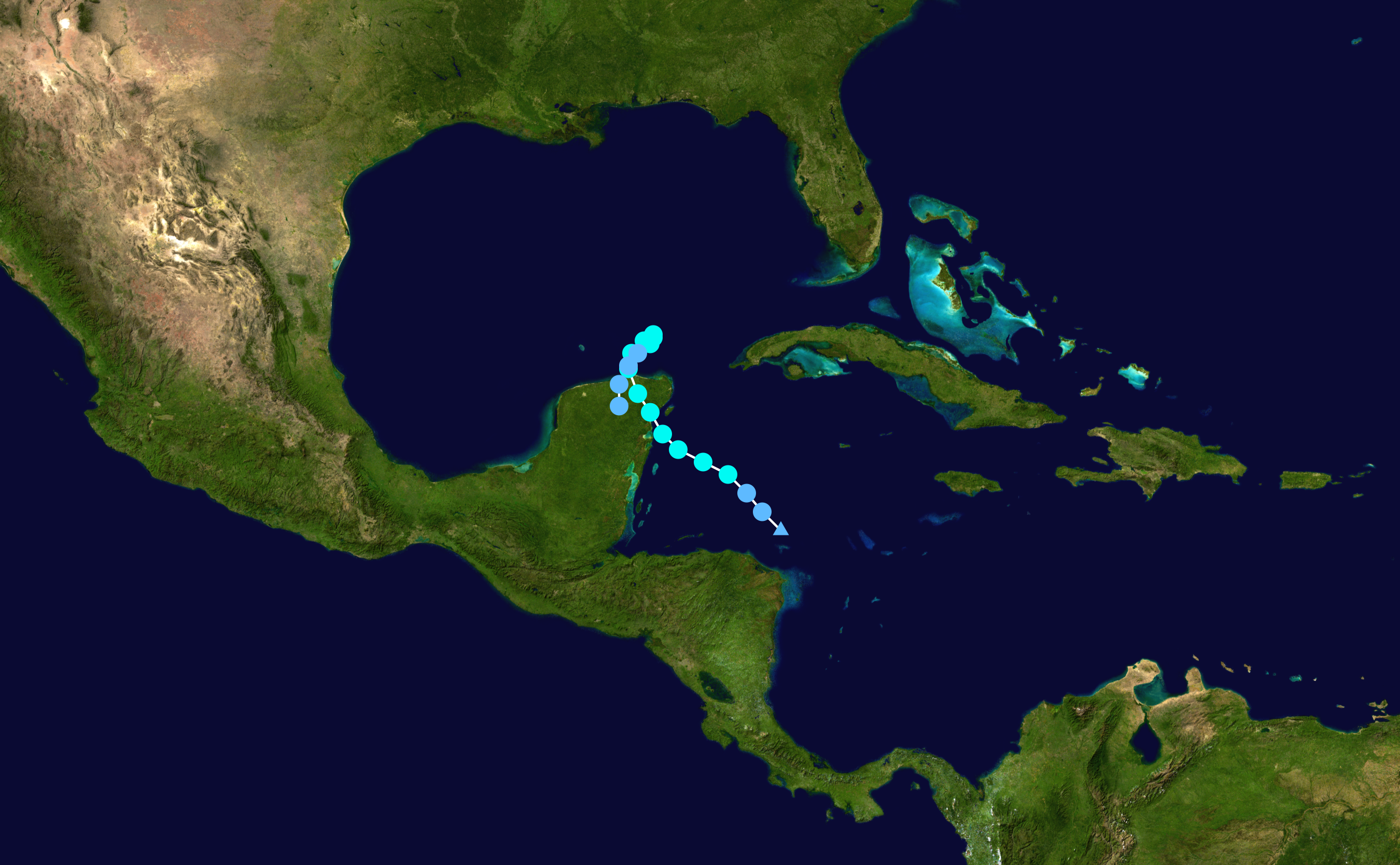
Карта шляху і інтенсивності Урагану Гамма за шкалою Саффіра–Сімпсона

29 вересня Національна центр з ураганів почав відстежувати тропічну хвилю над Малими Антильські острови на предмет потенційного розвитку, коли вона просувалася в західну частину Карибського басейну. Він повільно просувався на захід і залишався дуже широким і неорганізованим протягом декількох днів. Наближаючись до узбережжя Гондурасу 1 жовтня хвиля породила широку область низького тиску і почала швидко формуватися над незвично теплими водами західної частини Карибського моря. До 15:00 UTC 2 жовтня мінімум став досить організованим, щоб його можна було позначити як Тропічна депресія двадцять п'ять. Система продовжувала організовуватися і була посилена до рівня тропічного шторму в 00:00 UTC 3 жовтня, ставши найбільш раннім 24-м тропічним або субтропічним атлантичним штормом за всю історію спостережень, перевершивши стару позначку 27 жовтня, встановлену ураганом Бета в 2005 році. Після цього Гамма почала швидко посилюватися, досягнувши рівня трохи нижче сили урагану, оскільки почали формуватися око о 15:00 UTC 3 жовтня. О 16:45 UTC того ж дня Гамма досягла берега біля Тулума, Кінтана Ру, Мексика, з максимальною інтенсивністю вітру 70 миль в годину (110 км / ч) і мінімальним центральним тиском 980 мбар (28,94 дюйма ртутного стовпа), що було незвично низьким для тропічного шторму. Проте, NHC зазначив, що Гамма була дуже близька до сили урагану під час виходу на берег.
Після виходу на сушу, Гамма ослабла, перш ніж вийти в Мексиканську затоку з вітрами швидкістю 50 миль на годину (80 км / ч) і центральним тиском 995 мбар (29,4 дюйма ртутного стовпа) 4 жовтня. Гамма згодом знову посилилася до 60 миль в годину (97 км/ч) близько полудня, хоча це виявилося недовгим, оскільки її центральне тиск збільшився, а швидкість вітру зменшилася. Оскільки Гамма зупинилася, швидке збільшення зсуву вітру до того вечора роз'єднало центральну конвекцію, змусивши її зміститися далі на схід, ніж спочатку прогнозувалося. Гамма почала слабшати незабаром після цього, коли повернула на південний захід. До 21:00 UTC 5 жовтня Гамма була повністю позбавлена будь-якої конвекції і була знижена до тропічної депресії о 21:00. Шість годин потому шторм став посттропічним. Рано 7 жовтня залишки Гамми були поглинені циркуляцією Урагану Дельта, коли Дельта пройшла через півострів Юкатан і увійшла в Мексиканську затоку.

## Підготовка та наслідки

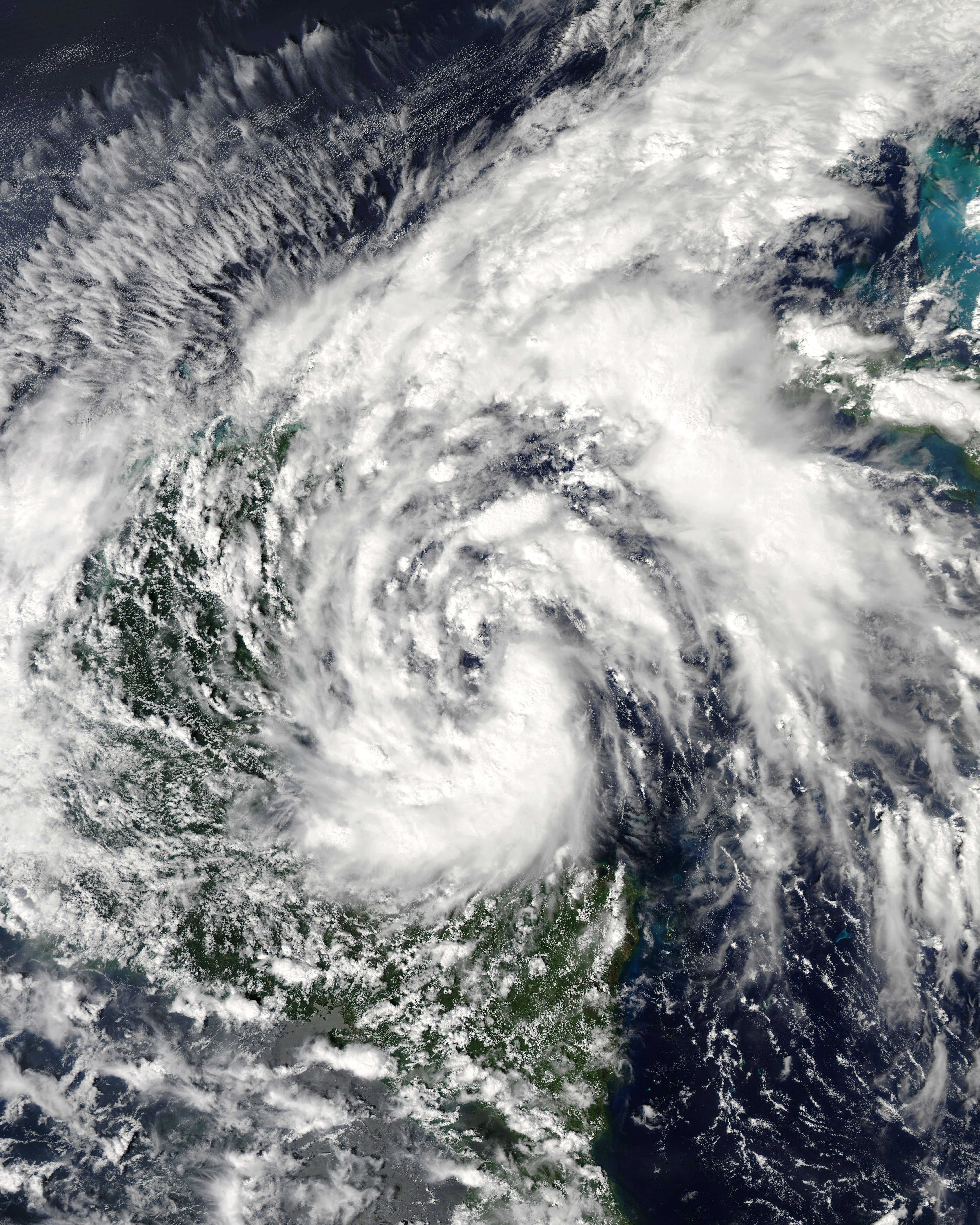
Тропічниа депресія 25 після утворення над Гондураською за затокою 2 жовтня

Попередження були випущені для північно-східній частині півострова Юкатан, коли 2 жовтня коли гамма посилилася більше, ніж спочатку прогнозувалося, попередження про ураган були випущені для невеликої частини мексиканського узбережжя в рамках підготовки до того, що Гамма вийде на узбережжі в вигляді урагану. У Кінтана-Роо 40 осіб були евакуйовані до притулку. Було скасовано безліч рейсів в міжнародному аеропорту Канкуна і на острові Косумель. У Табаско близько 3400 чоловік були евакуйовані до притулку.
Метеостанція в парку Ксел-Ха на північ від точки виходу на берег в Тулум повідомила про вітер зі швидкістю 55 миль на годину (89 км / ч) і поривах до 68 миль в годину (109 км / ч) приблизно під час виходу на берег. Принаймні 6 людей загинули і тисячі були евакуйовані на південному сході Мексики після того, як тропічний шторм Гамма обрушився на півострів Юкатан. Чотири з них, в тому числі двоє дітей, загинули в Чьяпасе після того, як зсув засипав будинок. Два інших випадки сталися в Табаско після того, як одна людина був винесений повінню, а інший потонув. Інша причина смерті не була вказана, в результаті чого загальна кількість смертей досягло семи. Крім того, в Табаско в цілому 5000 человек були переміщені в притулок через шторм.

### Флорида
Волога, пов'язана з штормом, переміщалася над американським штатом Флорида, де за кілька днів до шторму випало 180 мм опадів. На Кайманових островах випали помірні і сильні дощі, що викликали повені в деяких низинних районах. Сильні дощі також торкнулися захід Куби, де на окремі ділянки випало 6 дюймів (150 мм) загальної кількості опадів.